# Vâlcelele (okręg Buzău)
Vâlcelele – wieś w Rumunii, w okręgu Buzău, w gminie Vâlcelele. W 2011 roku liczyła 1587 mieszkańców.